# Britànnia

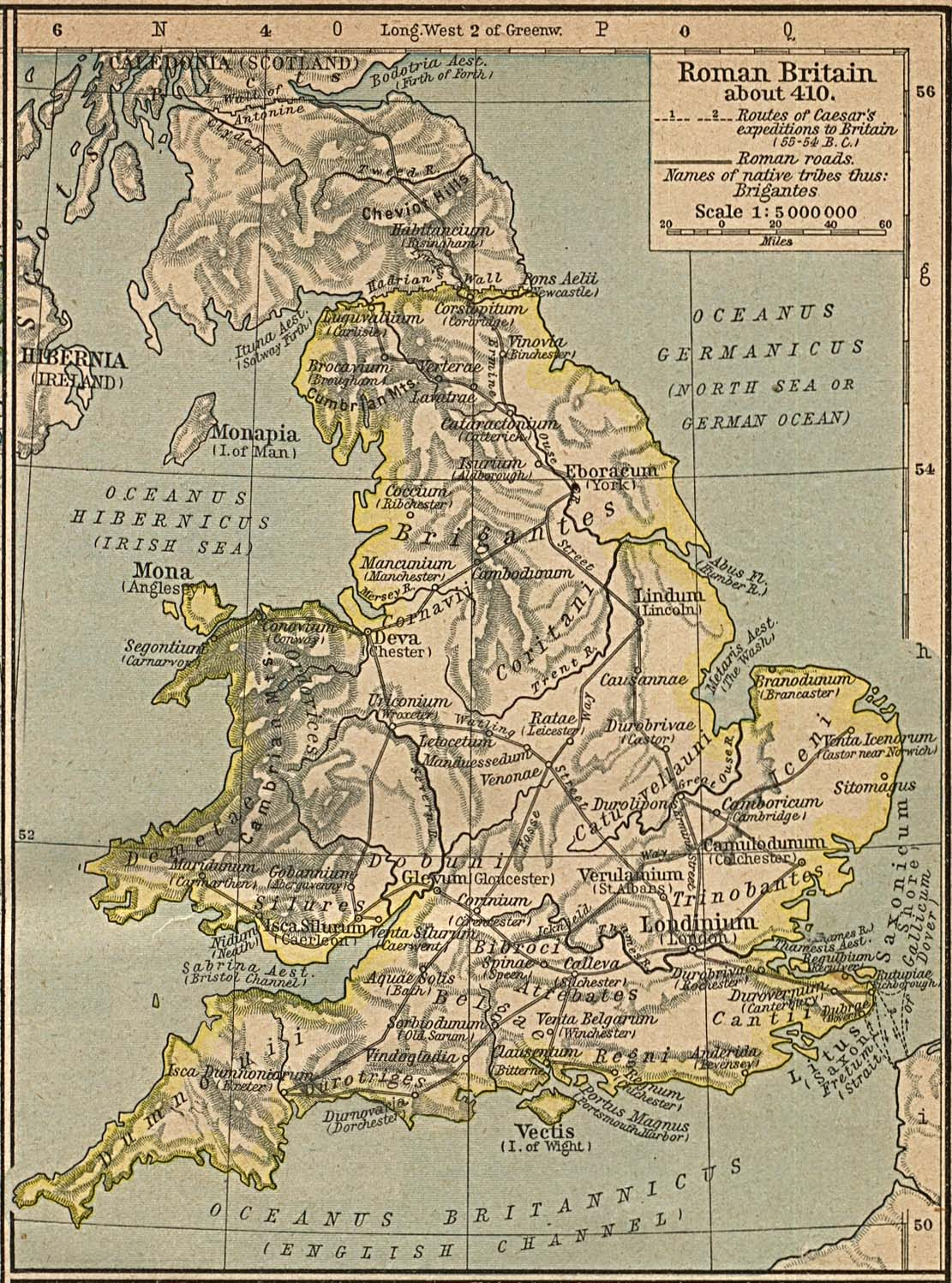
La Britànnia romana cap al 410

Britànnia o Britània fou la província romana que abraçava els dos terços del sud de l'illa de la Gran Bretanya. Procopi l'esmenta també com Brítia o Brètia. El nom derivaria del poble dels britans. Ja abans les illes s'esmentaven com illes Brites formades per les principals Albió i Ierne (Irlanda). Britànnia seria un nom aplicat a la part romana en oposició a Caledònia (Escòcia), no dominada.
Els noms Ostrimnides i Casiterides, probablement d'origen fenici, no se sap ben bé on pertanyen. Casiterides sembla més aviat Cornualla que les Illes Scilly però altres diuen que foren les Açores. Per Festus Avienus les Ostrimnides eren les illes Britàniques mentre que per altres són les illes Scilly.
Les primeres notícies històriques de Britànnia diuen que el rei Divitiacus dels suessions (una tribu belga) exercia la sobirania sobre part de l'illa de la Gran Bretanya. Més tard foren els vènets (de la regió de Gwened) els que demanaren ajut a Juli Cèsar contra els britans.

## Conquesta romana de Britànnia

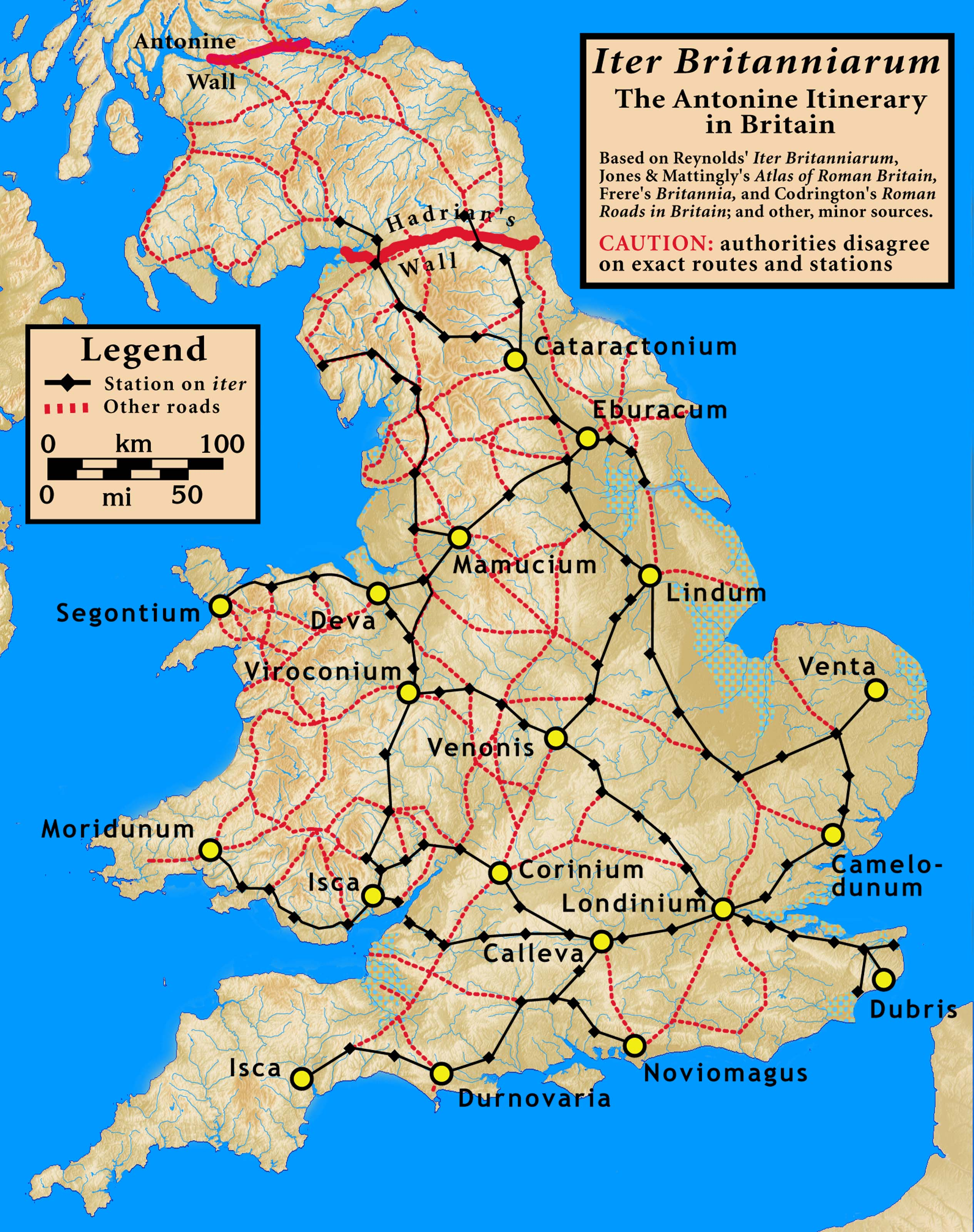
Mapa de les vies romanes de Britànnia d'acord amb l'Itinerari d'Antoní Pius i altres fonts.

Juli Cèsar va preparar la seva primera invasió el 55 aC quan el seu lloctinent Gai Volusè Quadrat fou enviat a les illes en missió de reconeixement. Cèsar va enviar també ambaixadors i entre ells Commius l'Atrebat, la influència del qual a Britànnia fou utilitzada per Cèsar. L'ambaixada va sortir de Gressoriacum l'estiu i va tornar al setembre, anunciant el resultat per una carta a Roma; els ambaixadors foren honorats amb un festival de 20 dies.
La segona expedició de Cèsar va tenir lloc el maig del 54 aC. Va trobar resistència dirigida per Cassivellaunus encapçalant una aliança de trinovants, cenomagni, acalites i bibroci. La submissió de Casivelaunus no fou total, però Cèsar va reembarcar amb tot el seu exèrcit i va deixar Britànnia altre cop independent. Els romans, que la primera vegada s'havien limitat a la costa, arribaren aquest cop fins al comtat d'Oxford.
Les relacions es van mantenir en temps d'August i amb Tiberi alguns auxiliars britans van anar a lluitar amb Germànic, segurament a canvi de diners. Cal·lígula va planejar un atac a Britànnia però es va retirar i segons Suetoni va donar ordres de recollir petxines i altres elements de la mar per anunciar la "conquesta de la mar". També Suetoni explica que Adminius, fill d'un cap brità de nom Cynobelin, va sortir de Britànnia expulsat pel seu pare junt amb alguns fidels i es va col·locar sota protecció de Cal·lígula que va donar a l'esdeveniment el caràcter d'una submissió de tota l'illa. Aquest Cynobelin apareix a algunes monedes i se sospita que fou el successor de Tasciovanus.

### La conquesta de Claudi
Fou Claudi qui realment va conquerir Britànnia. L'expedició la van dirigir el general Aule Plauci. Aule va desembarcar sense oposició (any 43) i va construir un campament base i va avançar pel Kent, on el rei del país es va sotmetre a Roma, i el va seguir el rei del país de Sussex; els catuvel·launs, dirigits pels reis Caratacus i Togodumnus, li van fer front en posicions fortificades junt amb els caps tributaris i un exèrcit de seixanta mil homes (els romans eren poc més de la meitat); els catuvel·launs foren derrotats i Togodemus va morir en la lluita pel creuament d'un riu; els romans va arribar al Tàmesi on Caratacus va instal·lar la seva segona línia defensiva, i altra vegada els romans van vèncer; Aule va entrar a Londínium (Londres), fet només enfosquit perquè un milè de soldats romans van ser engolits a un pantà. Llavors Claudi va anar a l'illa; les forces britanes s'havien concentrat a l'actual Brentwood Hill a uns 30 km al nord de Londres en direcció a Colchester, i Claudi i un dels seus ministres van idear una estratègia amb la que els britans foren derrotats. Caratacus va fugir i tres dies després els romans entraren a Camulodonum (Colchester) amb ajut del rei dels icens que també es va declarar client romà. Monedes de Claudi es van emetre a l'illa. En els següents anys els pobles de l'illa es van sotmetre o foren sotmesos.
En temps de Neró el poder romà ja havia arribat a l'oest de Gal·les i al nord del Yorkshire on vivien els silurs (silures), els ordòvics i els brigantes o brigants. Una reina dels brigants, Cartimandua, fou col·locada al tron pels romans, i els va ser lleial; el seu espòs, es va revoltar però no va tenir l'ajut de la reina. Neró va enviar a l'illa a Suetonius Paulinus que va consolidar les conquestes de Claudi o va recobrar els territoris que s'havien perdut; el príncep rebel fou sotmès, essent perdonat per Cartismandua.

### La Revolta de Boudica

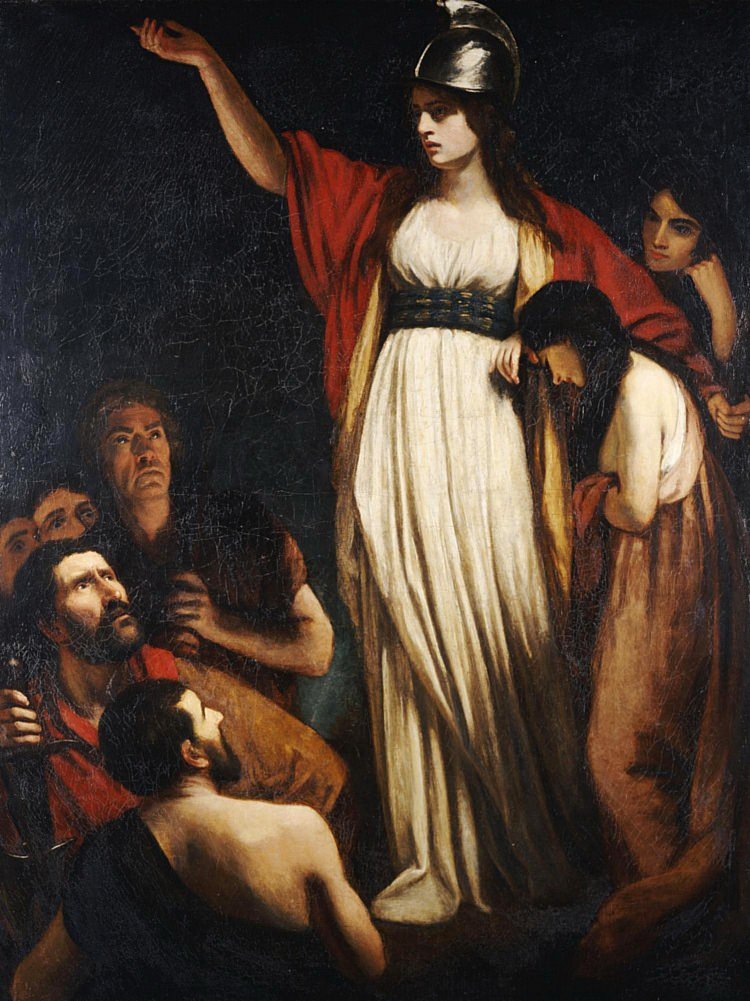
Boudica va encapçalar una revolta contra l'Imperi Romà.

El costum romà permetia als reis aliats mantenir la seva independència només mentre visquessin però a la seva mort, havien de deixar el seu regne en herència a Roma. En el seu testament, Prasútag havia deixat part de les seves terres i riqueses a l'emperador Neró però també en va deixar una part a les seves filles. Segons la legislació romana era il·legal deixar part de les riqueses a tercers en un testament que pertanyia a l'emperador i no es permetia heretar a les dones, encara que els celtes creien que la dona podia governar en iguals condicions que un home. Quan Prasútag va morir la seva voluntat va ser ignorada i el seu regne annexat com si hagués estat conquerit. Terres i propietats van ser confiscades, els nobles tractats com esclaus i Boudica va ser assotada i les seves filles violades.
Boudica, va incitar als icens, als trinovants i altres tribus de la regió a llançar-se en una ferotge rebel·lió contra els romans. Aquell mateix any, el governador romà de les Illes Britàniques, Gai Suetoni Paulí, i gran part del seu exèrcit es trobaven lluny, enmig de la conquesta de l'illa de Mona (Anglesey), al País de Gal·les. Llavors, els britans rebels van cremar Camulodunum, van derrotar a la Legió IX Hispana, i van destruir Verulàmium i Londínium, matant a tot romà que van trobar i també als britans pro-romans. Els informes romans, exagerats segurament, van elevar el nombre de morts a 70.000. Però finalment, Boudica va ser derrotada en la batalla de Watling Street per l'exèrcit romà, i va decidir suïcidar-se. Va ser l'ocasió que els britans van tenir més pròxima la possibilitat de llançar als romans de l'illa. Amb la derrota de la rebel·lió i la submissió de la meitat sud de l'illa de Britànnia (la major part de l'actual Anglaterra), s'obria pas a un nou avanç cap al nord i l'oest (bàsicament els actuals País de Gal·les i Escòcia).

### Les expedicions de Vespasià

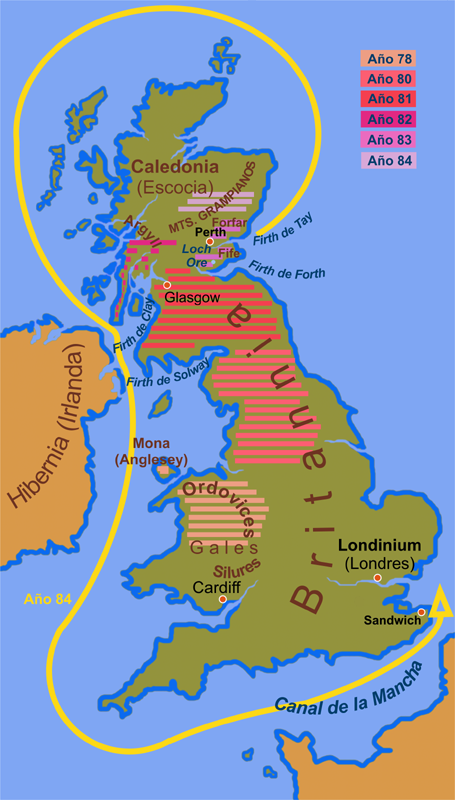
Les campanyes d'Agrícola.

En temps de Vespasià es van fer dirigir algunes expedicions. La primera va dirigir-se vers Gal·les el 74; la segona el 77 la va encapçalar Juli Frontí i la va seguir el governador Agrícola cap a Gal·les el 78 establint una guarnició a Carleon i una a Chester; aquesta campanya va durar un parell d'anys sota direcció d'Agrícola que va poder establir sòlidament el poder romà; el 79 va ocupar l'illa d'Anglesey; l'any 80 Agrícola va avançar cap al nord del país dels Brigants, cap al Firth de Tay i els cinc anys següents es va dedicar a explorar les regions desconegudes i a fer noves conquestes; va construir una línia de fortins entre els Firths de Forth i el Clyde que van marcar la frontera del territori romà. La victòria dels monts Grampians contra els caledons de Galgacus es va acabar amb triomf (els romans van perdre 360 homes mentre els caledons en van perdre deu mil); Galgacus fou derrotat altra vegada l'any 84 i va deixar d'oferir resistència; Tàcit esmenta la submissió de les illes Orkney però això degué ser força efímer si és que mai va passar d'una visita (84). El 85 viatgers romans van arribar a l'illa de Tule, probablement la més gran de les Shetland. En temps de Domicià cal esmentar la revolta d'Arviragus, un cap brità en època indeterminada entre el 86 i el 96. Després es va fer una altra expedició en temps de Nerva (96-98). Durant el regnat de Trajà es conserven inscripcions del domini roma i durant el d'Hadrià es conserven també monedes, així com dels següents emperadors. Deli Espartià diu que fou Hadrià qui va construir una muralla d'uns 150 km de llarg per separar el territori romà dels bàrbars caledons.
Antoní Pius va confiscar als brigants un part del seu país per haver atacat el territori dels seus veïns genuinis, aliats de Roma que no s'esmenten mai més. El mur d'Antoní Pius es va construir al seu regnat, i una inscripció esmenta a un oficial anomenat Lol·li Urbic (Lollius Urbicus). El 4 de febrer del 211 Septimi Sever va morir a York i durant la dinastia dels Severs es van emetre monedes. Després les notícies de Britànnia gairebé desapareixen. Al 287, sota Domicià, es va aixecar l'usurpador Carausius, cap de la flota, que es va proclamar emperador a Britànnia; el 290 Carausius va derrotar a Domicià en una batalla naval i Dioclecià el va haver de reconèixer "august" amb autoritat sobre Britànnia i la Gàl·lia Bonònia. Carausius fou assassinat el 293 pel seu prefecte Allectus, que es va proclamar emperador; el nou aspirant va perdre la Gàl·lia Bonònia que es va decantar per Constanci Clor que finalment el 296 va derrotar a Allectus i va ocupar Britànnia. En aquests anys la província va patir les primeres incursions de pobles germànics: el francs i saxons, i apareixen també els pictes. Després s'esmenten els escots i els atacots a partir del regnant de Julià l'Apòstata el 361. No es pot establir el moment en què els germànics van assolir el poder i els romans el van perdre. Se sap de la retirada romana amb Estilicó però no de la substitució interna de les autoritats romanitzades per germànics saxons i angles.

### Constitució en província
Britànnia fou constituïda en província durant el regnat de Claudi, segurament vers el 44. La província es va anar engrandint per les successives conquestes. Fou una província proconsular governada per un llegat i un procurador.
El 197 la província fou dividida en dos: Britànnia Superior i Britànnia Inferior, cada una sota un praeses. El 293 fou dividida en quatre províncies: Britànnia Prima, Britànnia Secunda, Màxima Cesariensis i Flàvia Cesariensis. El 369 es va afegir una cinquena província, de nom Valentia (Valèntia). D'aquestes cinc províncies dos eren consulars (Màxima i Valèntia) i tres governades per praeses (Prima, Secunda i Flàvia). Els quatre (i després cinc) governadors foren subjectes del vicari de la Diòcesi de Britànnia (Vicarius Britanniae) que fou una mena de governador general de l'illa. El vicari residia a Eboràcum (York) que fou la residència principal dels governadors romans al llarg del període en què l'imperi va governar allí.

### Mur d'Hadrià

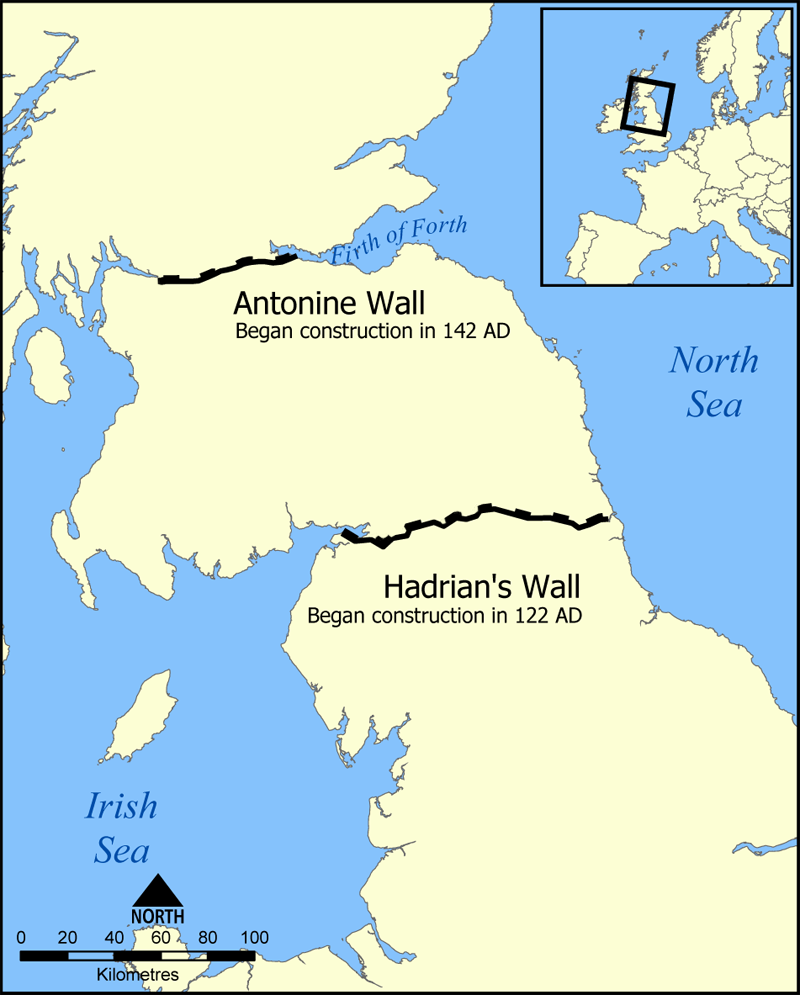
Localització de les muralles d'Hadrià i d'Antoní Pius.

L'any 115, les tribus celtes dels territoris de l'actual comtat de Yorkshire es van revoltar contra els romans i van vèncer les guarnicions militars que havien quedat protegint el territori i que estaven ubicades a Eboràcum, actual York. Set anys més tard, el 122, l'emperador romà Hadrià va viatjar a Britànnia i va manar construir una muralla que va arribar a tenir 117 km de longitud, travessant l'illa d'oest a est des de l'estuari de Salway, en el mar d'Irlanda, fins a la desembocadura del riu Tyne. Va servir com a límit físic de les terres romanitzades i com a defensa de possibles atacs que vinguessin des del nord. En el 142 Antoní Pius va manar construir una altra muralla una mica més al nord de l'anterior des de l'estuari de Forth a l'estuari del riu Clyde. Encara es conserva part de la muralla d'Hadrià.

### De Septimi Sever alseglev
Septimi Sever, en el declivi de la seva vida va haver d'organitzar una nova incursió militar per aturar les revoltes dels britans. Va morir en una d'aquestes campanyes.
En el 410, Roma va cedir davant l'empenta dels saxons que van ocupar gairebé tota l'illa després d'haver fet nombroses incursions al llarg del segle iv.
Els habitants de Britànnia mai es van sentir ciutadans romans i amb prou feines van participar en la vida política de Roma. D'altra banda ni el blat que produïen, ni els minerals que oferien les seves mines cobrien els enormes costos deguts a l'ocupació. Hi va haver a Britànnia una notable romanització a tenir en compte encara que no va arribar a ser mai com la d'Hispània o la Gàl·lia.
Es calcula en 1 milió els habitants de la província al segle i, amb la pau interna sota el domini romà va arribar als 4 milions, en el segle v, quan va ser abandonada en arribar les invasions bàrbares, la població cau a menys d'un milió.

## Romanització

### Explotació minera
A Britànnia es van explotar gairebé els mateixos minerals que a Hispània: plom argentífer, coure, ferro, or, estany i carbó. El plom argentífer s'extreia a Somerset, Yorkshire, Derbyshire i Sussex. En aquest lloc l'emperador Hadrià va explotar la mina de Lutudaron, que després va ser concedida als anomenats conductors, els noms es coneixen per estar escrits en unes tauletes de plom que es conserven. El coure s'extreia a Gal·les, Shropshire i Anglesey. L'or també provenia de Gal·les. L'estany venia de Cornualla i competia amb l'estany d'Hispània.

### Urbanització

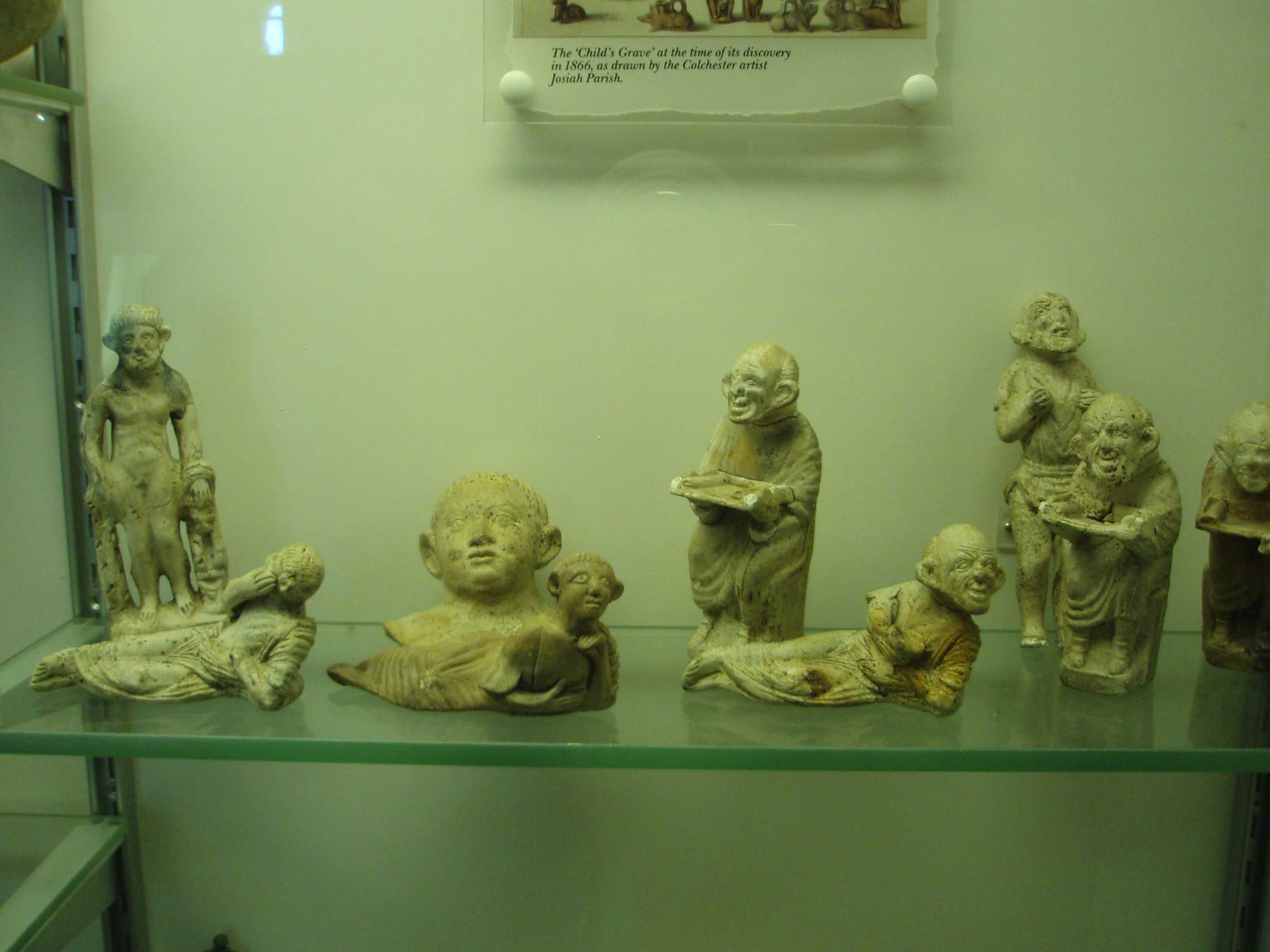
Algunes troballes de l'època romana a Camulodunum

Els romans van fundar moltes i bones ciutats a semblança de les seves i van ampliar petits emplaçaments habitats des de l'antiguitat. La tradició de la gent de l'illa assegurava que aquestes ciutats havien estat construïdes per gegants o per diables, tal era l'admiració que aixecaven el seu traçat de carrers, termes, teatres i temples. Algunes d'aquestes ciutats conserven ruïnes de l'època romana i altres han estat detectades gràcies a les noves tècniques (com fotografia aèria) i a les excavacions seguint el fil històric.
Hi ha restes romanes a mes de quinze ciutats angleses (Fishbourne, Castle Rising, Sth. Creake, Cromer, Burgh, Oxnead, Castle Acre, Narborough, Osburg, Ixburg, Colney, Whetacre, Burgh St. Peter, Caistor, Holme i North Elmham) però de cap d'elles se'n coneix el seu nom romà.

#### Calleva
La ciutat de Calleva (actual Silchester, a l'oest de Londres, al sud de l'illa) va ser la capital d'un estat nadiu, governada pel rei brità Cogidubnus que rendia vassallatge a Roma en els anys de la conquesta de Claudi. Era una ciutat rural bastant extensa, amb traçat de carrers en retícula, emmurallada i amb grans edificacions pròpies de qualsevol ciutat romana: fòrums, temples, termes, basílica i un gran amfiteatre situat a fora de les muralles, amb una capacitat per a 27.000 espectadors. Les excavacions de l'actual Silchester han tret a la llum nombroses peces de gran valor. Gràcies a les fotografies aèries realitzades s'ha pogut reconstruir el plànol d'aquesta ciutat.

#### Aquae Sulis
L'antiga Aquae Sulis dels romans (l'actual Bath) es troba a l'oest de Silchester, molt a prop del mar. Va ser fundada en temps dels Flavis com a assentament d'aigües termals, el que li va donar fama i prosperitat al llarg del segle i fins a l'època actual en què recentment ha calgut tancar les instal·lacions a causa d'una certa contaminació de les aigües. El complex termal es conserva gairebé intacte. Al segle xviii es va descobrir el temple de la deessa celta Sulis que va ser romanitzada com a Minerva. En el frontó d'aquest temple es trobava esculpida el cap d'una medusa masculina i amb barba.

#### Fishbourne
Fishbourne es troba a West Sussex (Sussex Occidental), al sud de Silchester, a la costa del Canal de la Mànega. El 1960 es va descobrir un jaciment de restes romanes que va donar lloc a l'estudi de l'ocupació romana en aquest comtat i la seva relació amb la resta de l'illa. En aquest assentament romà s'alçava l'espectacular palau del rei Cogidubnus, les ruïnes van ser tretes a la llum en els treballs d'excavació. El palau va ser edificat a la punta d'una ancorada en temps de la conquesta de l'emperador Claudi, segons el testimoni de les troballes arqueològiques recents. Més tard es va ampliar sota el mandat dels Flavis.
La primitiva residència està relacionada amb el rei Cogidubnus, vassall i ciutadà romà i amic personal de Claudi. El palau va arribar a ser un dels més sumptuosos de l'Imperi Romà.

#### Londínium
L'actual ciutat de Londres va ser fundada pels romans en una comarca habitada des de temps remots, aprofitant la proximitat del riu Tàmesi, just on no arribaven les marees. Els romans van edificar la ciutat a prop d'un petit emplaçament celta anomenat Llyn Din (fortí del llac) i la van anomenar Londínium.

## Pobles de Britànnia
Com a pobles del país, a més dels esmentats, cal assenyalar els que esmenta Ptolemeu:
- al nord del Clyde i Forth: Epidis, cerons, carnonaques, cerens, cornovis, caledons, cantis, loges, meates, vacomages, venicons i taizalis
- entre el Clyde i el Forth i al Tyne i Solway: Novantes, selgovis, gadenis, votadins i damnonis
- al sud del Tyne i Solway: Brigants, parisis, cornovis, genunis, coritans, catieuclans, simenis, trinovants, dobunnes, atrebats, cantis, regnenses, belgues, durotriges, damnonis, ordovices, silurs i dimetes

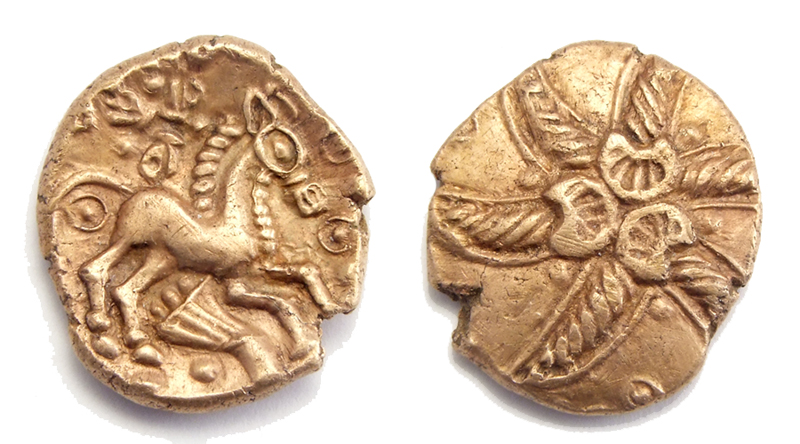
Celtic gold stater Trinovantes tribe.jpg

- altres: Horestes

### Ciutats britones

Britànnia cap al 600

- Camulodunum (Colchester)
- Londínium (Londres)
- Eboràcum (York)
- Verulàmium
- Glevum (Gloucester)
- Venta Belgarum (Winchester)
- Venta Icenorum (Norwich)
- Coria (Corbridge)
- Corinium (Cirencester)
- Calleba Attrebatum (Silchester)
- Aquae Solis (Bath)
- Durnovaria (Dorchester)
- Regnum (Chichester?)
- Durovernum (Canterbury)
- Uriconium (Wroxester)
- Lindum (Lincoln)
- Rutupae (Richborough)
- Portus Dubris (Dover)
- Portus Lemanis (Lymnpne)
- Portus Adurni (Aldrington)
- Brannodunum (Brancaster)
- Gariannonum (Burgh Castle)
- Taum (Taesburg)

## Invasions bàrbares
Com va passar amb la resta d'Europa, les invasions bàrbares van afectar també a Britànnia. Des de les costes de la península de Jutlàndia van arribar els pobles germànics dels juts (que es van establir a Kent i a l'illa de Wight, l'anomenat regne de Kent), juntament amb els angles que van colonitzar Northumbria (situat a l'actual comtat de Northumberland), Ànglia Oriental i Mercia (a la regió central) i els saxons que es van apoderar de Londínium i van anar establint-se en petits regnes que anaven formant. Al principi aquests pobles es van limitar al saqueig però passat el temps hi va haver una invasió en tota regla. L'any 418 van acudir soldats mercenaris romans per a la defensa de punts importants com Londínium. No obstant això, les legions romanes estaven molt ocupades a resistir les invasions dels bàrbars a Roma.
A partir d'aquests esdeveniments Britànnia no es va recuperar mai com a província romana, sent governada per petits reietons locals que van pretendre seguir els costums romans, alguns van ser capaços de resistir l'escomesa saxona en el sud-est de l'illa.